# Luigi Lazzari
Luigi Lazzari (San Cassiano di Lecce, 26 agosto 1949) è un politico italiano.

## Biografia
Proveniente da una famiglia di modeste condizioni sociali è laureato in lettere moderne, per insegnare quindi a Maglie.
Nella sua carriera politica è stato sindaco di San Cassiano per una legislatura. Il primo sindaco del piccolo, allora neonato comune di San Cassiano. A lui si devono le principali infrastrutture presenti nel piccolo Paese: dalla villa comunale alla lottizzazione e realizzazione poi, della zona artigianale. Vicino alle correnti politiche democristiane, nel 2001 si è candidato come deputato al Parlamento italiano nelle file di Forza Italia ed è stato eletto, con il sistema maggioritario, con oltre il 51% dei voti e 38 000 preferenze nella circoscrizione 21 Puglia, ed è stato proclamato il 21 maggio 2001. Si ricandida nel 2006, quando ha ottenuto l'elezione dopo la rinuncia di Silvio Berlusconi ad essere eletto in Puglia, passando all'opposizione con tutto il suo partito.
Un mese più tardi si candida come assessore comunale di San Cassiano, per appoggiare il proseguire dei trent'anni di amministrazione ininterrotta di centro-destra. Ottiene numerosi voti e diventa così assessore di San Cassiano, mantenendo entrambe le cariche istituzionali. Dopo appena un anno si dimette insieme al gruppo di maggioranza che amministra il Paese a seguito di vicende giudiziarie che riguardano il sindaco Raffaele Petracca. Nel 2007 alle nuove elezioni anticipate svoltesi nel comune decide di non candidarsi ma di appoggiare comunque la candidatura nel centro-destra di Gabriele Petracca che poi risulterà il nuovo Sindaco del Paese. Il suo apporto è stato comunque determinante nella ennesima vittoria elettorale della destra nel comune.
Alle elezioni politiche dell'aprile 2008 risulta nuovamente eletto alla Camera dei deputati, nelle file del Popolo della Libertà, dove ricopre anche l'incarico di segretario della commissione permanente Attività Produttive.